# أحمد الكمشخانوي
ضياء الدين أحمد بن مصطفى بن عبد الرحمن الكُمُشْخَانَوي (1812 - 11 مايو 1894) (1227 - 7 ذو القعدة 1311) عالم مسلم وصوفي تُركي عثماني من أهل القرن التاسع عشر الميلادي/ الثالث عشر الهجري. ولد في كمشخانة بإيالة طرابزون وتعلم في إسطنبول. أقام ثلاث سنين في مصر. كانت له مطبعة تطبع بها كتب الإسلامية وتوزّع مجانًا. أنشأ ثلاث مكتبات عامة في بلاده. له نحو خمسين مؤلفات في موضوعات دينية وصوفية، منها «راموز الأحاديث»، و«روح العارفين ورشاد الطالبين»، و«جامع الأصول في الأولياء وأنواعهم»، ومجموعات أذكارية عن ابن عربي وبهاء الدين النقشبند وأبو الحسن الشاذلي. توفي في إسطنبول عن 80 عامًا.

## سيرته
ولد أحمد بن مصطفى بن عبد الرحمن الكُمُشْخَانَوي المجددي سنة 1227 هـ/ 1812 م في كمشخانة بإيالة طرابزون ونشأ بها. ثم ذهب إلى إسطنبول، وتلقى علومه فيها على محمد أمين بن مصطفى الشهري، وعبد الرحمن الكردي الخربوتي، وأحمد بن سليمان الأروادي. وأجازه مصطفى البلط في حجته الأولى. 

حج مرتين، وزار مصر وأقام بها ثلاث سنوات في حجته الثانية، وختم في خلالها «راموز الأحاديث» في جامع سيد الحسين سبع مرات، واستجازه من علماء مصر محمد بخيت المطيعي، ومحمد سالم طموم المنوفي، ومحمد عبد الرحيم الطنطاوي، ومصطفى بن يوسف الصعيدي، وغيرهم. 

اشتغل بالتأليف والتصوف، وكانت له ثلاث مكتبات مرصدة للمطالعة الجماهير في ريزة، وأوف، وبايبور. ووقف مبلغًا من الدنانير في الخانقاه لإقراض إخوانه في الطوارئ برهن، حفظًا لهم من البنوك. وكانت له مطبعة تطبع فيها كتب إسلامية، وتوزع هدية على فقراء العلماء. كرس 28 عامًا لجمع الكتب، وفي أربعة مكتباته كان أكثر من 18,000 مجلد.

توفي يوم 7 ذو القعدة 1311/ 11 مايو 1894 في إسطنبول، ودفن في مقبرة السلطان قبلي باب ضريحه. 

وفي أكتوبر عام 2013، نظمت «ندوة الكمشخانوي الدولية الأولى» من قبل لجنة منظمة من جامعة الكمشخانوي.

## آثاره
من مؤلفاته:
- «جامع الأصول في الأولياء وأنواعهم»
- «راموز الأحاديث»
- «روح العارفين ورشاد الطالبين»
- «العابر في الأنصاري والمهاجر»
- «لوامع العقول، شرح راموز الأحاديث»، في خمسة مجلدات.
- «نجاة الغافلين وتحفة الطالبين»
- مجموعة تحتوي على أربعين حديثًا في قواعد الدين، ورسالة في ضرر المعاصي، ونتائج الإخلاص في حق الدعاء ومعرفته وأركانه وشروطه وآدابه.
- شرح كتاب غرائب الأحاديث المسمى بلطائف الحكم

طبع دار الكتب العلمية له:
- «مجموعة أحزاب وأوراد الشيخ الأكبر ابن عربي»، 2013 (ردمك 9782745176783) [7]
- «مجموعة أوراد وأحزاب الطريقة النقشبندية للشيخ محمد بن محمد بهاء الدين شاه نقشبند»، 2013 (ردمك 9782745175847) [8]
- «مجموعة الأحزاب الشاذلية للقطب أبي الحسن الشاذلي ولسائر شيوخ الطريقة العلية»، 2013 (ردمك 9782745175731) [9]